# Тайонеста Тауншип (округ Форест, Пенсільванія)
Тайонеста Тауншип (англ. Tionesta Township) — селище (англ. township) в США, в окрузі Форест штату Пенсільванія. Населення — 668 осіб (2020).

## Демографія
Згідно з переписом 2010 року, у селищі мешкало 729 осіб у 339 домогосподарствах у складі 218 родин. Було 972 помешкання
Расовий склад населення:
| - 97,3 % — білих - 0,1 % — азіатів - 1,6 % — осіб інших рас |

До двох чи більше рас належало 1,0 %. Частка іспаномовних становила 1,8 % від усіх жителів.
За віковим діапазоном населення розподілялося таким чином: 17,4 % — особи молодші 18 років, 57,8 % — особи у віці 18—64 років, 24,8 % — особи у віці 65 років та старші. Медіана віку мешканця становила 49,2 року. На 100 осіб жіночої статі у селищі припадало 100,3 чоловіків;  на 100 жінок у віці від 18 років та старших — 108,3 чоловіків також старших 18 років.
Середній дохід на одне домашнє господарство  становив 46 180 доларів США (медіана — 36 346), а середній дохід на одну сім'ю — 50 795 доларів (медіана — 43 036). За межею бідності перебувало 16,9 % осіб, у тому числі 27,6 % дітей у віці до 18 років та 14,5 % осіб у віці 65 років та старших.
Цивільне працевлаштоване населення становило 154 особи. Основні галузі зайнятості: освіта, охорона здоров'я та соціальна допомога — 25,3 %, публічна адміністрація — 14,9 %, роздрібна торгівля — 11,0 %, мистецтво, розваги та відпочинок — 11,0 %.